# Cyriocosmus leetzi
Cyriocosmus leetzi – gatunek małego pająka z rodziny ptasznikowatych (Theraphosidae). Zamieszkuje Kolumbię i przyległy stan Táchira w Wenezueli. Gatunek ten jest również hodowany w terrariach na całym świecie.

## Występowanie i środowisko
Gatunek ten występuje tylko w Kolumbii i wenezuelskim stanie Táchira. W naturalnym środowisku zamieszkuje tropikalne lasy i ich pogranicza. Żyje w korzeniach, spróchniałych gałęziach i różnych szczelinach oraz wgłębieniach. Temperatura na terenie, na którym występuje, waha się pomiędzy 26–28 °C, a średnie roczne opady deszczu to 2000–3000 mm.

## Hodowla

### Pokarm
W hodowli młode karmione są małymi świerszczami i larwami mącznika. Starszym osobnikom podawane są duże świerszcze, karaczanamy oraz szarańcze.

### Długość życia
Tak samo jak u innych przedstawicieli Cyriocosmus, samice tego gatunku w dobrych warunkach mogą dożyć maksymalnie do 8 lat. Samce natomiast umierają kilka miesięcy po ostatniej wylince.

### Terrarium
W terrarium powinna być utrzymywana wilgotność wynosząca 70–80%, a temperatura na wysokości 25–28 C° z niewielkimi spadkami w nocy.
Młode osobniki trzymane są w małych pojemnikach, kliszówkach, podczas gdy dorosłe i podrośnięte pająki trzymane są w terrariach o wymiarach 10/10/10 cm z 5 cm warstwą np. włókna kokosowego.

### Rozmnażanie w hodowli
Samice rozmnażane są, gdy mają 12–15 mm długości ciała. Samica tworzy kokon po ok. 4 tygodniach od kopulacji. Po miesiącu są już w nim nimfy. Zazwyczaj w kokonie jest 40–70 sztuk.

## Morfologia
Jest to mały ptasznik z czarnymi odnóżami, na wierzchu których znajdują się białe linie. Opistosoma (potocznie zwana odwłokiem) czarna z różowym ornamentem w kształcie serca oraz trzema lub czterema pasami o tym samym kolorze. Karapaks pomarańczowy z czarnym trójkątem i ciemnym sierpem za nim. Młode mają różowawy karapaks, a odnóża i odwłok ciemne.
| Płeć/wiek                    | długość ciała (DC)           |
| ---------------------------- | ---------------------------- |
| samica                       | do 2,5 cm                    |
| samiec                       | 1,0,–1,5 cm (wyjątkowo 2 cm) |
| młode po linieniu z nimfy II | 6–7 mm                       |

## Jad i agresywność
Gatunek nieagresywny, woli uciekać niż atakować. Jad: słaby, nie jest groźny dla człowieka.